# مزيج من الخبراء
مزيج من الخبراء(إم أو إي) (بالإنجليزية: Mixture of experts) هو أسلوب التعلم الآلي حيث يتم استخدام شبكات الخبراء المتعددة (المتعلمين) لتقسيم مساحة المشكلة إلى مناطق متجانسة. وهو يختلف عن تقنيات المجموعة حيث أنه بالنسبة لأسلوب مزيج من الخبراء، عادةً ما يتم تشغيل نموذج واحد أو عدد قليل من نماذج الخبراء لكل مدخل، بينما في تقنيات المجموعة (أي التعلم الجماعي)، يتم تشغيل جميع النماذج على جميع المدخلات.